# Jean Wallon
Gustave-Léon Wallon, dit Jean Wallon, né à Laon le 7 septembre 1821 et mort à Paris le 17 mai 1882, est un écrivain, philosophe et théologien catholique français représentant de la bohème et critique du socialisme. Il est immortalisé par Henri Murger dans les Scènes de la vie de bohème sous le nom de Gustave Colline.
Il fait partie des amis de Champfleury (son compatriote), de Charles Baudelaire et de Félix Nadar, à l'époque de sa jeunesse bohème, puis de Charles de Montalembert et du père Gratry à la fin de sa vie tournée vers les jésuites.

## Biographie
Jean Wallon a étudié au collège de Laon, puis au Collège Louis-le-Grand, à Paris. C'est par l'intermédiaire de Champfleury qu'il est introduit dans le cénacle de la bohème et fait la connaissance d'Henri Murger, mais aussi de Charles Baudelaire et Félix Nadar.
Il devient presque légendaire grâce au roman de Murger qui le dépeint sous les traits de Colline. Il représente la théologie dans le monde de la bohème. Colline est le savant aux poches profondes, bourrées de livres et même de dictionnaires. (Le nom du personnage est sans doute choisi en faveur d'un jeu de mots entre la "colline" et le "vallon"). Dans un épisode, Colline en quête d'existence politique participe à la Révolution de 1848 et cherche à obtenir une mission de diplomate qui lui est offerte par un jeu de loterie.
Wallon habite comme Colline dans l'Île Saint-Louis et retrouve ses amis au Café Momus. Mais,
dans la réalité, il est rentier et habite chez sa mère. Il est donc à l'abri de la misère qui menace la Bohème.
Dans les années 1840, Wallon épouse la fille de Lazare Augé et il est proche du cercle de Wronski.
Il affirme avoir été "socialiste" et même "socialiste de la veille", avoir étudié les systèmes de Campanella et de Proudhon vers 1840 avant de les trouver "vides" et de revenir à "Dieu". Il se tourne alors vers la propagande anti-socialiste. Il fonde dans les années 1840 un journal, le Bulletin de censure destiné à prodiguer des "conseils contre le socialisme".
Après la Révolution française de 1848 il publie une Revue critique des journaux parus de février à décembre 1848 dans une perspective contre-révolutionnaire. Il écrit également Les partageux un dialogue philosophique et politique entre un prêtre et un démocrate, un socialiste et un communiste. Le prêtre a raison de chacun de ses interlocuteurs.
Pendant cette période, Wallon est proche de Marc Trapadoux et Baudelaire avec lequel il correspond et échange ses livres. Il s'inquiète néanmoins de ses "sympathies socialistes" en 1848 et dit du poème Les Limbes: « ce sont sans doute des vers socialistes, et donc de mauvais vers ». Wallon envoie à Baudelaire ses Premières études de philosophie (1853). Et il félicite le prosateur, en 1857 pour sa Préface aux Nouvelles histoires extraordinaires d'Edgar Allan Poe. Wallon sera également présent aux obsèques de Baudelaire.
En 1854, il publie en collaboration avec H. Sloman la Logique subjective de Hegel. Il s'agit d'abord d'une analyse de La Science de la logique de Hegel, qui s'est transformée en véritable traduction accompagnée de remarques. Wallon appuie et encourage un projet qui lui est proposé par Sloman.
La même année, il annonce à Charles Baudelaire la publication  d'une étude critique sur le livre Du vrai, du beau, du bien de Victor Cousin. En 1858, il publie dans la revue l'Artiste un article sur Victor Cousin dont il critique le rôle politique. Il lui reproche de soumettre la science "aux nécessités sociales" imposées par les révolutions et "à la mesure des classes moyennes". D'avoir passé "le tiers de sa vie à organiser cette admirable et odieuse machine de l'éclectisme administratif".
Entre 1849 et 1889, il publie plusieurs ouvrages contre le fouriérisme, le socialisme, sur les Jésuites et sur l'histoire religieuse.
En 1868, il est chevalier de la Légion d'honneur.

## Travaux
- Les Partageux, dialogues à la portée de tous. Conseils contre le socialisme., dialogues à la portée de tous, Garnier, Paris, 1849.
- Revue critique des journaux publiés à Paris depuis la Révolution de février jusqu'à la fin de décembre. Extrait Bulletin de censure. Examen critique et mensuel de toutes les productions de la librairie française. Revue indispensable comme avertissement aux familles contre les erreurs de l'époque, Paris, Au bureau du Bulletin de censure, 1849. (Google livres)
- Premières études de philosophie, 1853
- Du livre de M. Cousin ayant pour titre Du vrai, du beau et du bien, Ladrange, 1854. (Google livres).
- La Logique subjective de Hegel, traduite par H. Sloman et J. Wallon, suivie de quelques remarques, Ladrange, Paris, 1854. (Google livres)
- Le Positivisme ou la foi d’un athée, tiré à part extrait de L’Ami de la religion, C. Douniol, Paris 1858.
- Lettre-circulaire reproduisant le texte d’une lettre relative à l’ouvrage de P. Enfantin La Science de l’homme, datée du 7 janvier 1859 et adressée au cardinal-archevêque de Paris, de Villain, Paris, 1859.
- M. Cousin, publié anonyme, C. Douniol, Paris, 1859.
- L'éternité des peines, 1866. (bnf Gallica)
- La Vérité sur le Concile, Sandoz et Fischbacher, Paris, 1872. (Bnf Gallica)
- Emmanuel, ou la discipline de l’esprit, discours philosophique, G. Charpentier, Paris, 1877. (Bnf Gallica)
- Jésus et les jésuites, Moïse Jésus Loyola, les jésuites dans l’histoire, G. Charpentier, Paris, 1879. (Bnf Gallica)
- Un collège de jésuites ; auquel on a joint le Jésus-ouvrier, le Jésus-roi, le Jésus industriel, le Jésus-hommes de lettres, G. Charpentier, Paris, 1880.
- Lettres à Charles Baudelaire.

## Source
- La vie rémoise